# Almendralejo
Almendralejo (in estremegno Almendraleju) è un comune spagnolo di 33 177 abitanti situato nella comunità autonoma dell'Estremadura, comarca Tierra de Barros, della quale è il capoluogo.